# Tromsdalen
Tromsdalen (nordsamisch: Romssavággi oder Sálašvággi) ist einer der Stadtteile von Tromsø, Norwegen. Der Name bedeutet übersetzt Troms-Tal. Die Einwohnerzahl liegt bei 18.291 Einwohnern (Stand: 1. Januar 2024). Tromsdalen befindet sich auf dem norwegischen Festland in einem Talgebiet, das sich vom 1238 Meter hohen Berg Tromsdalstinden hinunter bis zum Sund streckt. Die Stadtmitte von Tromsø liegt direkt gegenüber auf der Insel Tromsøya. Tromsdalen wird mit der Stadtmitte durch die 1016 Meter lange Tromsø-Brücke verbunden. Tromsdalen grenzt an die Stadtteile Tomasjord im Norden und Solligården im Süden.
Das Wahrzeichen von Tromsø, die Eismeerkathedrale, liegt in Tromsdalen. Eine weitere populäre Attraktion, die sich dort befindet, ist die Luftseilbahn „Fjellheisen“. Die obere Station dieser Seilbahn befindet sich in 420 Meter Höhe auf einem Felsvorsprung des Bergs Storsteinen. Die Fahrt mit der Seilbahn dauert ca. 4 Minuten. 2019 wurde zudem die Sherpatrappa (Sherpa-Treppe), eine von nepalesischen Arbeitern aus Khunde errichtete Steintreppe, fertiggestellt. Sie führt vom Fuß des Storsteinen bis kurz unterhalb der Plattform der Seilbahn.
Nahe der Eismeerkathedrale befindet sich das Alfred-Hansen-Denkmal.

## Einrichtungen und Unternehmen
- Tromsdalen kulturhus (Kulturhaus)
- Tromsdalen ungdoms- og idrettslag (Jugend- und Sportverein)
- Tromstun ungdomsskole (Gesamtschule)
- Tromsdalen videregående skole (Weiterführende Schule)
- Pyramiden kjøpesenter (Einkaufscenter Pyramiden)
- Stadtteil-Bibliothek
- Tromsø Lodge & Camping (Campingplatz)
- Tromsdalen barneskole (Grundschule)